# Luís Miguel Cintra
Luís Miguel Cintra (* 29. April 1949 in Madrid, Spanien) ist ein portugiesischer Theaterregisseur und Schauspieler.

## Werdegang
Er wurde in Madrid als Sohn des portugiesischen Philologen Luís Filipe Lindley Cintra geboren. 1966 begann er ein Studium an der Literaturwissenschaftlichen Fakultät der Universität Lissabon, das er mit einer Arbeit über Romanische Philologie abschloss. Bereits 1967 hatte er sich der Theatergruppe der Fakultät angeschlossen. Von 1971 bis 1973 besuchte er die englische Bristol Old Vic Theaterschule, mit einem Stipendium der Gulbenkian-Stiftung. Zurück in Lissabon gründete er mit Jorge Silva Melo zusammen das Teatro da Cornucópia, das schnell zu den renommiertesten Theatern des Landes aufstieg. Als erstes Stück inszenierte Cintra dort Der Menschenfeind von Molière. Es folgten Stücke von u. a. Marivaux, Maxim Gorki, Brecht und Georg Büchners Woyzeck. Seine Valentin-Inszenierung E não se pode exterminá-lo? 1979 wurde von der schwedischen Regisseurin Solveig Nordlund gefilmt und als fünfteilige Fernsehsendung von der RTP ausgestrahlt. 1987 inszenierte er seine erste Oper, Dido and Aeneas von Henry Purcell am Lissabonner Teatro Nacional de São Carlos.
1989 inszenierte er erstmals ein Theaterstück außerhalb Portugals, La Mort du Prince et Autres Fragments von Fernando Pessoa, für das Festival von Avignon, was im Januar 1990 am Théâtre de la Bastille in Paris erneut aufgeführt wurde. Das Theater, vor allem an seinem Teatro da Cornucópia, blieb bis heute das Hauptbetätigungsfeld Cintras, der trotzdem auch immer wieder als Filmschauspieler vor der Kamera stand.
In den 1990er Jahren schrieb er auch das Drehbuch für diverse Fernsehspiele. 1989 sprach er das Hörbuch von Camilo Castelo Brancos Klassiker Amor de Perdição ein.
Nach einer Ehrauszeichnung der Stadt Paris 1995 wurde ihm 1998 von Staatspräsident Jorge Sampaio der portugiesische Orden des heiligen Jakob vom Schwert im Großoffiziers-Rang verliehen. 2005 erhielt er den Prémio Pessoa.

## Rezeption
Seit João César Monteiro ihn ab 1970 für das portugiesische Kino gewann, gilt Cintra als der überzeugendste Schauspieler Portugals. Seine markante Stimme, sein überzeugendes, eindringliches Spiel, etwa in Rollen als leidender Mächtiger oder vom Schicksal Gequälter, überzeugten somit nicht nur das Theaterpublikum, sondern in der Folge auch die Cineasten. Besonders Monteiro und Manoel de Oliveira konnten ihm hier Figuren bieten, in denen seine Intelligenz und sein facettenreiches Spiel zur vollen Blüte kamen. So ist ihm ein Ehrenplatz als einer der bedeutendsten Schauspieler des Landes der letzten Jahrzehnte bereits heute sicher.

## Filmografie
| - 1970: Quem Espera por Sapatos de Defunto Morre Descalço (R: João César Monteiro) - 1972: Fragmentos de um Filme-Esmola: A Sagrada Família (Sprechrolle) (R: João César Monteiro) - 1972: A Pousada das Chagas (R: Paulo Rocha) - 1974: Entremêz Famoso Sobre a Pesca no Rio Minho (R: Luís Galvão Teles) Sprechrolle - 1978: Nem Pássaro Nem Peixe (R: Solveig Nordlund) - 1979: E não se pode exterminá-lo? (TV) (R: Solveig Nordlund) - 1981: Silvestre (R: João César Monteiro) - 1982: Insel der Liebe (A Ilha dos Amores) (R: Paulo Rocha) - 1983: Secret diplomatique (Folge „Carte blanche“, TV-Serie) - 1984: Sinais de Vida (R: Luís Filipe Rocha) - 1985: Ninguém Duas Vezes (R: Jorge Silva Melo) - 1985: Der seidene Schuh (Le soulier de satin) (R: Manoel de Oliveira) - 1985: Vertiges (R: Christine Laurent) - 1986: Mein Fall (Mon cas) (R: Manoel de Oliveira) - 1987: Das weite Land (R: Luc Bondy) - 1987: O Desejado (R: Paulo Rocha) - 1987: O Bobo (R: José Álvaro Morais) - 1988: Uma Pedra no Bolso (R: Joaquim Pinto) - 1988: Die Kannibalen (Os Cannibais) (R: Manoel de Oliveira) - 1989: Das Blut (O Sangue) (R: Pedro Costa) - 1989: Onde Bate o Sol (R: Joaquim Pinto) Sprechrolle - 1989: Erinnerungen an das gelbe Haus (Recordações da Casa Amarela) (R: João César Monteiro) - 1990: Non oder Der vergängliche Ruhm der Herrschaft (Non, ou A Vã Glória de Mandar) (R: Manoel de Oliveira) - 1991: A Morte do Príncipe (R: Maria de Medeiros) - 1991: Alcibiades (R: Sérgio Tréfaut) - 1991: Um Poeta Afinado (TV) - 1991: Die göttliche Komödie (A Divina Comédia) (R: Manoel de Oliveira) - 1992: Comédia de Rubena (TV) | - 1992: Tag der Verzweiflung (O Dia do Desespero) (R: Manoel de Oliveira) - 1992: Villa Mauresque (R: Patrick Mimouni) - 1992: Das Wasser – Der letzte Kopfsprung (O Último Mergulho) (R: João César Monteiro) Sprechrolle - 1993: Primavera Negra (TV) - 1993: Coitado do Jorge (R: Jorge Silva Melo) - 1993: Zéfiro (R: José Álvaro Morais) - 1993: Am Ufer des Flusses (Vale Abraão) (R: Manoel de Oliveira) - 1993: Hier auf Erden (Aqui na Terra) (R: João Botelho) - 1994: Casa de Lava (R: Pedro Costa) - 1994: Geschwister (Três Irmãos) (R: Teresa Villaverde) - 1994: Die Büchse des Bettlers (A Caixa) (R: Manoel de Oliveira) - 1995: O Conto de Inverno (TV) - 1995: Das Kloster (O Convento) (R: Manoel de Oliveira) - 1996: Um Auto de Gil Vicente (TV) - 1996: Transatlantique (R: Christine Laurent) - 1998: Unruhe (Inquietude) (R: Manoel de Oliveira) - 1998: Todas hieren (R: Pablo Llorca) - 1998: Deus’ Hochzeit (As Bodas de Deus) (R: João César Monteiro) - 1999: Der Brief (La lettre) (R: Manoel de Oliveira) - 2000: Erros Meus (R: Jorge Cramez) - 2000: Nelken für die Freiheit (Capitâes de Abril) (R: Maria de Medeiros) - 2000: Die Wurzel des Herzens (A Raíz do Coração) (R: Paulo Rocha) - 2000: Peixe Lua (R: José Álvaro Morais) - 2000: Palavra e Utopia (R: Manoel de Oliveira) - 2000: Branca de Neve (R: João César Monteiro) - 2001: La espalda de Dios (R: Pablo Llorca) - 2001: Rasganço (R: Raquel Freire) - 2002: Der Obrist und die Tänzerin (The Dancer Upstairs) (R: John Malkovich) - 2002: O Princípio da Incerteza (R: Manoel de Oliveira) | - 2002: Le loup de la côte Quest (R: Hugo Santiago) - 2002: Les jours où je n´existe pas (R: Jean-Charles Fitoussi) - 2003: Um Filme Falado – Reise nach Bombay (Um Filme Falado) (R: Manoel de Oliveira) - 2004: O Quinto Império – Ontem Como Hoje (R: Manoel de Oliveira) - 2005: Espelho Mágico (R: Manoel de Oliveira) - 2007: Uno de los dos no puede estar equivocado (R: Pablo Llorca) - 2007: Christoph Kolumbus – Das Rätsel (Cristóvão Colombo – o Enigma) (R: Manoel de Oliveira) - 2007: Es geht voran (Daqui P´ra Frente) (R: Catarina Ruivo) - 2008: O Vitral e a Santa Morte (R: Manoel de Oliveira) - 2008: Romance de Vila do Conde (R: Manoel de Oliveira) - 2009: Eigenheiten einer jungen Blondine (Singularidades de uma Rapariga Loura) (R: Manoel de Oliveira) - 2009: O Destino do Senhor Sousa (R: João Constâncio) - 2010: O Estranho Caso de Angélica (R: Manoel de Oliveira) - 2010: A Espada e a Rosa (R: João Nicolau) - 2011: El mundo que fue y el que es (R: Pablo Llorca) Sprechrolle - 2012: Demain? (R: Christine Laurent) - 2012: Olhos Vermelhos (R: Paulo Rocha) - 2012: Gebo et l´ombre (R: Manoel de Oliveira) - 2012: Em Segunda Mão (R: Catarina Ruivo) - 2013: Se Eu Fosse Ladrão, Roubava (R: Paulo Rocha) - 2013: Miserere (R: Ricardo Aibéo) - 2013: O Novo Testamento De Jesus Cristo Segundo João (R: Nuno Leonel, Joaquim Pinto) - 2014: Les gants blancs (R: Louise Traon) - 2014: O Velho do Restelo (R: Manoel de Oliveira) Kurzfilm - 2016: Correspondências (R: Rita Azevedo Gomes) - 2016: Días color naranja (R: Pablo Llorca) - 2018: Raiva (R: Sérgio Tréfaut) - 2019: Luz de Presença (R: Diogo Costa Amarante) Kurzfilm - 2020: Guerra (R: José Oliveira, Marta Ramos) - 2021: Pathos Ethos Logos (R: Nuno Leonel, Joaquim Pinto) - 2022: Arrabalde (R: Frederico Serpa) |